# AN/APG-68

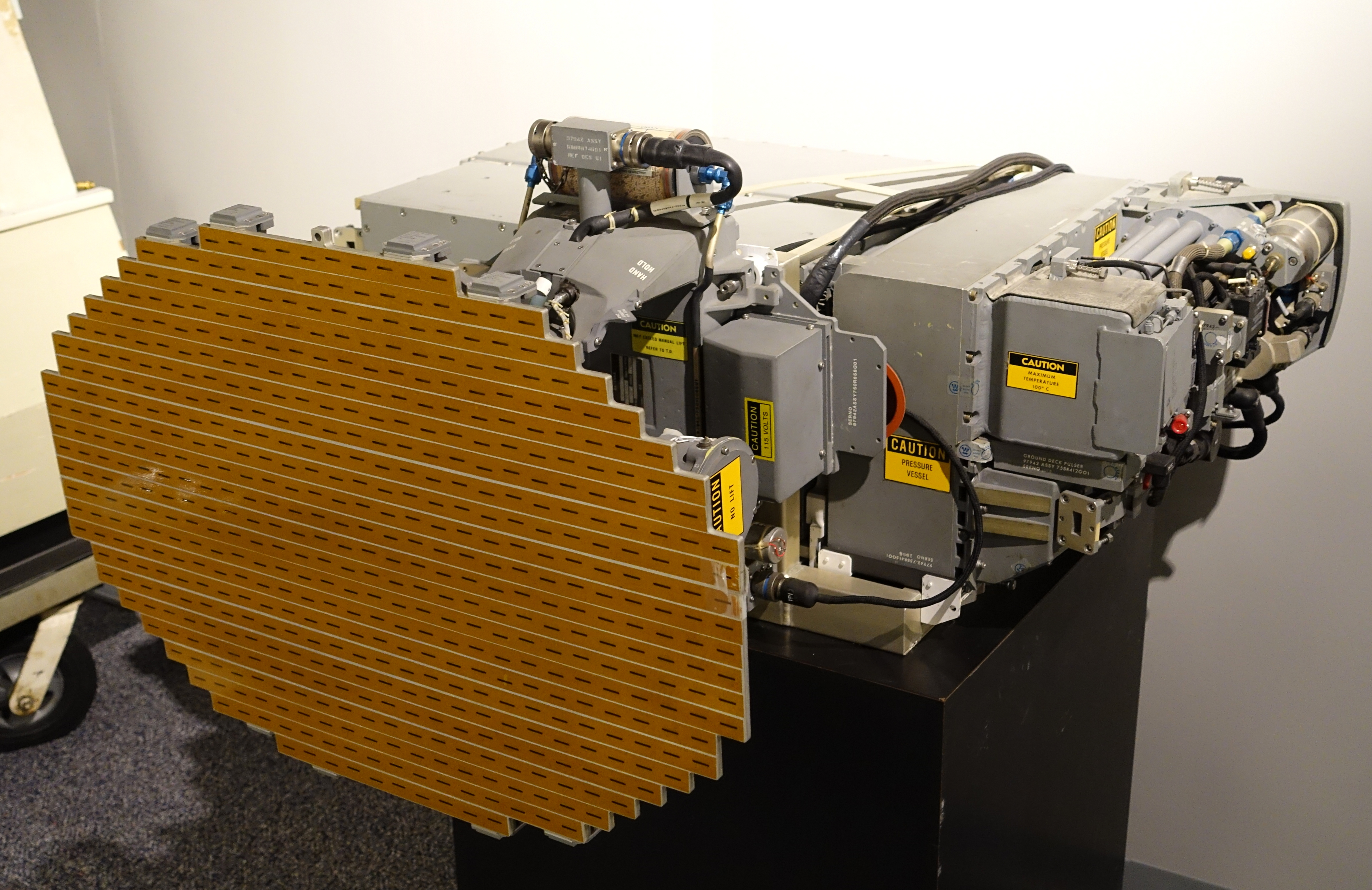
AN/APG-68, ausgestellt im National Electronics Museum

Das AN/APG-68 (JETDS-Bezeichnungssystem) ist ein Radarsystem für das Jagdflugzeug F-16C/D Fighting Falcon. Es wird von dem US-Konzern Northrop Grumman seit 1988 produziert, wobei bis 2002 über 2.900 Geräte ausgeliefert wurden.

## Beschreibung
Da die Nase der F-16 nicht viel Platz für große Radarsysteme bietet, handelt es sich bei dem APG-68 um ein verhältnismäßig kompaktes Radar. Durch die umfassende Verwendung von modernen Computer- und Elektronikkomponenten weist es in einigen Bereichen trotzdem die Leistungsfähigkeit von größeren Modellen auf. Die Aufteilung des Komplexes in mehrere Einzelmodule (LRU's) vereinfacht und beschleunigt die Wartung des allgemein schon zuverlässigen Radars. Es kommen unter anderem eine planare Antenne und zwei Wanderfeldröhren zum Einsatz.

## Betriebsmodi
Insgesamt verfügt das APG-68 über 25 Luft-Luft- und Luft-Boden-Betriebsmodi. Einige ausgewählte Modi:
- Range while scan
- Track while scan (10 Ziele)
- Velocity search
- Ground mapping (mit Doppler Beam Sharpening)
- Ground moving target indication and tracking
- Sea mode
- Air-to-surface ranging

## Varianten

### AN/APG-68(V)1
Um Kosten zu sparen, kommt nun ein EPROM-Speichersystem zum Einsatz.

### AN/APG-68(V)2
Exportversion des APG-68.

### AN/APG-68(V)3
Ebenfalls eine Exportversion, allerdings mit verbesserter Zuverlässigkeit, mehr Betriebsmodi und mehr Rechenkapazität.

### AN/APG-68(V)5
Basisvariante für die F-16 Block 40 der US Air Force. Es wurde hauptsächlich die Zuverlässigkeit und Wartbarkeit verbessert. Auch wurden neue Signalprozessoren integriert.

### AN/APG-68(V)7
Überarbeitete Version mit neuen Baugruppen und leicht gesteigerter Reichweite. Eingeführt auf der F-16 Block 50/52.

### AN/APG-68(V)8
Exportmodell der (V)7-Variante.

### AN/APG-68(V)9
Aktuelle Version mit umfangreicher Kampfwertsteigerung. Die gesamte Signalverarbeitung und die Antennenanlage wurde umfassend modernisiert und verwendet nun auch zum Teil COTS-Komponenten. Gegenüber der Vorgängervariante konnte so die Reichweite um 33 % gesteigert werden und die SAR-Auflösung auf 0,6 Meter verbessert werden. Die um das Fünffache gesteigerte Rechenkapazität und der zehnmal größere Speicher sollen auch die ECCM-Kapazität ausbauen. Laut Hersteller sollen die Betriebskosten durch weiter verbesserte Zuverlässigkeit um 25 bis 45 Prozent gesenkt worden sein. Das Radar ermöglicht nun auch den effektiven Einsatz mit neuen Waffen und Sensoren, wie zum Beispiel dem JHMCS-Pilotenhelm, den präzisionsgelenkten Gleitbomben der JSOW-Serie, der neuen AIM-9X, oder dem Sniper-ATP-Pod.

## Technische Daten
- Gewicht:
  - APG-68(V)1: 172 kg
  - APG-68(V)9: 164 kg
- Volumen: 0,13 m3
- Antennenmaße: 480 × 720 mm
- Frequenzbereich: 8 – 12,5 GHz
- Abstrahlleistung: 5,6 kW (APG-68(V)9)
- Reichweite:
  - Luft-Luft: 296 km (ca. 75 km für einen RCS von 1 m²)
  - Luft-Boden: 148 km
- MTBF:
  - (V)1 - (V)4: 160 Stunden
  - (V)5 - (V)8: 264 Stunden
  - (V)9: 390 Stunden
- MTTR: 30 Minuten